# 東経20度線
東経20度線（とうけい20どせん）は、本初子午線面から東へ20度の角度を成す経線である。北極点から北極海、ヨーロッパ、地中海、アフリカ、大西洋、インド洋、南極海、南極大陸を通過して南極点までを結ぶ。
東経20度線は、西経160度線と共に大円を形成する。

## 境界
東経20度線は以下の境界に定められている。
- 大西洋とインド洋の境界（アガラス岬）
- ナミビアのボツワナ・南アフリカとの国境の一部
- 南極大陸・ドローニング・モード・ランドのノイシュヴァーベンラントの東の境界

## 通過する地域一覧
東経20度線は、北極点から南極点まで南に向かって以下の場所を通っている。
| 地理座標                                             | 国土・領土・領海                                | 備考                                                      |
| ---------------------------------------------------- | ----------------------------------------------- | --------------------------------------------------------- |
| 北緯90度0分 東経20度0分 / 北緯90.000度 東経20.000度  | 北極海                                          |                                                           |
| 北緯80度32分 東経20度0分 / 北緯80.533度 東経20.000度 | ノルウェー                                      | 北東島、スピッツベルゲン島（スヴァールバル諸島）          |
| 北緯78度37分 東経20度0分 / 北緯78.617度 東経20.000度 | バレンツ海                                      |                                                           |
| 北緯73度54分 東経20度0分 / 北緯73.900度 東経20.000度 | 大西洋                                          | ノルウェー海                                              |
| 北緯70度10分 東経20度0分 / 北緯70.167度 東経20.000度 | ノルウェー                                      | バンナ島（英語版）、本土                                  |
| 北緯68度34分 東経20度0分 / 北緯68.567度 東経20.000度 | スウェーデン                                    | 約2km                                                     |
| 北緯68度33分 東経20度0分 / 北緯68.550度 東経20.000度 | ノルウェー                                      | 約18km                                                    |
| 北緯68度23分 東経20度0分 / 北緯68.383度 東経20.000度 | スウェーデン                                    |                                                           |
| 北緯63度37分 東経20度0分 / 北緯63.617度 東経20.000度 | バルト海                                        | ボスニア湾                                                |
| 北緯60度24分 東経20度0分 / 北緯60.400度 東経20.000度 | オーランド諸島                                  | ファスタオーランド島（英語版）                            |
| 北緯60度1分 東経20度0分 / 北緯60.017度 東経20.000度  | バルト海                                        |                                                           |
| 北緯54度57分 東経20度0分 / 北緯54.950度 東経20.000度 | ロシア                                          | カリーニングラード州（飛地）                              |
| 北緯54度25分 東経20度0分 / 北緯54.417度 東経20.000度 | ポーランド                                      |                                                           |
| 北緯49度13分 東経20度0分 / 北緯49.217度 東経20.000度 | スロバキア                                      | クリヴァーン山（英語版）を通過                            |
| 北緯48度10分 東経20度0分 / 北緯48.167度 東経20.000度 | ハンガリー                                      |                                                           |
| 北緯46度10分 東経20度0分 / 北緯46.167度 東経20.000度 | セルビア                                        |                                                           |
| 北緯43度4分 東経20度0分 / 北緯43.067度 東経20.000度  | モンテネグロ                                    |                                                           |
| 北緯42度31分 東経20度0分 / 北緯42.517度 東経20.000度 | アルバニア                                      |                                                           |
| 北緯39度41分 東経20度0分 / 北緯39.683度 東経20.000度 | 地中海                                          | イオニア海                                                |
| 北緯39度27分 東経20度0分 / 北緯39.450度 東経20.000度 | ギリシャ                                        | ケルキラ島                                                |
| 北緯39度24分 東経20度0分 / 北緯39.400度 東経20.000度 | 地中海                                          | イオニア海、地中海本体                                    |
| 北緯32度1分 東経20度0分 / 北緯32.017度 東経20.000度  | リビア                                          |                                                           |
| 北緯31度28分 東経20度0分 / 北緯31.467度 東経20.000度 | 地中海                                          | シドラ湾                                                  |
| 北緯30度46分 東経20度0分 / 北緯30.767度 東経20.000度 | リビア                                          |                                                           |
| 北緯21度33分 東経20度0分 / 北緯21.550度 東経20.000度 | チャド                                          |                                                           |
| 北緯9度7分 東経20度0分 / 北緯9.117度 東経20.000度    | 中央アフリカ                                    |                                                           |
| 北緯4度58分 東経20度0分 / 北緯4.967度 東経20.000度   | コンゴ民主共和国                                |                                                           |
| 南緯7度0分 東経20度0分 / 南緯7.000度 東経20.000度    | アンゴラ                                        |                                                           |
| 南緯17度53分 東経20度0分 / 南緯17.883度 東経20.000度 | ナミビア                                        |                                                           |
| 南緯22度0分 東経20度0分 / 南緯22.000度 東経20.000度  | ナミビアと ボツワナの国境                       |                                                           |
| 南緯24度45分 東経20度0分 / 南緯24.750度 東経20.000度 | ナミビアと 南アフリカ共和国（北ケープ州）の国境 |                                                           |
| 南緯28度26分 東経20度0分 / 南緯28.433度 東経20.000度 | 南アフリカ共和国                                | 北ケープ州 西ケープ州                                     |
| 南緯34度50分 東経20度0分 / 南緯34.833度 東経20.000度 | 大西洋とインド洋の境界                          |                                                           |
| 南緯60度0分 東経20度0分 / 南緯60.000度 東経20.000度  | 南極海                                          |                                                           |
| 南緯69度53分 東経20度0分 / 南緯69.883度 東経20.000度 | 南極大陸                                        | ドローニング・モード・ランド（ ノルウェーが領有権を主張） |